# Guillaume Devos
Guillaume Devos (Ronse, 9 februari 1982) is een Vlaams acteur, zanger en politicus.

## Biografie

### Opleiding
Devos studeerde aan het Koninklijk Conservatorium in Brussel. Tijdens zijn periode aan het conservatorium speelde hij mee in verschillende theaterstukken waaronder De ziekte die jeugd heet en Slechte invloed.

### Carrière
Na zijn opleiding speelde hij mee in Dracula, de musical en in het toneelstuk Amadeus. Ook had hij gastrollen in Spring, De Kotmadam en Mega Mindy.
In 2006 kreeg hij een rol in Familie als Pierrot Van den Bossche. Hij is ook te zien in de kortfilm La Vie en Jaune (2007) samen met tegenspeelster Leah Thys, die tevens zijn docente was aan het conservatorium.
In de zomer van 2007 begon Devos met optreden met de tv-band, een collectief van bekende en minder bekende acteurs/actrices. Ze brachten (soms solo, maar soms ook in groep) covers van verschillende artiesten.

#### Steracteur Sterartiest
In 2007/2008 was Devos een van de deelnemers in het tweede seizoen van Steracteur Sterartiest. Hierin nam een reeks bekende en minder bekende acteurs/actrices het tegen elkaar op in een zangwedstrijd. Tijdens de repetities van het programma kreeg Devos een spot op zijn hoofd, waarna enkele hechtingen gezet moesten worden. Langzaam maar zeker groeide hij uit tot een van de publiekslievelingen: hij wist achtereenvolgens Hein Blondeel, Daisy Thys, Mark Tijsmans en Eline De Munck te verslaan. In de finale eindigde hij achter winnares Free Souffriau op de tweede plaats en bevestigde daarmee zijn status als rijzende ster in Vlaanderen. Dankzij zijn deelname zamelde hij een bedrag van € 17.306,15 in voor zijn goede doel, Hartekamp.
| 1     | Dancing on the Ceiling – Lionel Richie                                                   |
| 2     | Thunder in My Heart – Leo Sayer                                                          |
| 3     | I Want You to Want Me – Cheap Trick                                                      |
| 4     | Hou me vast – Volumia!                                                                   |
| 5     | She Bangs – Ricky Martin                                                                 |
| 6     | Rain Down on Me – Kane                                                                   |
| 7     | Your Song – Elton John                                                                   |
| 8     | Jij bent zo – Jeroen van der Boom                                                        |
| Extra | (I've Had) The Time of My Life – Bill Medley & Jennifer Warnes (duet met Eline De Munck) |
| 9     | Monsoon – Tokio Hotel                                                                    |
| Extra | Sweat (A La La La La Long) - Inner Circle                                                |
| 10    | Mr. Bojangles – Jerry Jeff Walker / Robbie Williams                                      |
| Extra | It's My Life – Bon Jovi                                                                  |
| 11    | Beautiful Day – U2                                                                       |
| Extra | Big Girl (You Are Beautiful) - Mika                                                      |
|       | The Show Must Go On – Queen (duet met Stan Van Samang)                                   |
| 12    | She Bangs – Ricky Martin                                                                 |
| Extra | Angels – Robbie Williams                                                                 |
|       | Rain Down on Me – Kane                                                                   |
|       | Rood – Marco Borsato                                                                     |

#### Verdere activiteiten
Na zijn deelname aan Steracteur Sterartiest kreeg Devos de hoofdrol aangeboden in de Vlaamse versie van de hitmusical Fame. Op 28 juni 2008 ging de musical in première, waarna hij zijn rol tot het najaar vertolkte. In juni 2008 was hij tevens een van de gastschrijvers tijdens Songcity, een songschrijversweek waarbij artiesten een verbond sluiten met enkele nationale en internationale songwriters. Devos zocht er naar nieuw en origineel songmateriaal en werkte samen met o.a. Kit Hain. Ondertussen bracht Devos met wisselend succes enkele Engelstalige singles uit, waaronder Hard on Yourself, Take It Back en Dreamer. In januari 2012 speelde hij Horatio in Hamlet in het Fakkeltheater in Antwerpen, een productie van Loge10 Theaterproducties.
In 2013 nam Devos een duet op met David Vandyck (Vrienden voor 't leven) en in 2016 met Laura Lynn (100.000 vragen). In 2019 blies hij zijn zangcarrière nieuw leven in met Nederlandstalig werk. Zijn single Achterna werd geschreven door Ruben Annink en de opvolger Allemaal goed door Paskal Jakobsen. Voor zijn singles Vlinders (2021) en Laatste eerste keer (2022) werd hij bijgestaan door Jérémie Vrielynck.

### Politiek
Bij de gemeenteraadsverkiezingen van 2018 stond Devos op de 5e plaats op de lijst van Open Vld in Ronse. Hij werd gemeenteraadslid. Bij de Vlaamse verkiezingen stond Devos op de 8e plaats in de kieskring Oost-Vlaanderen.

## Discografie
| Single met hitnotering(en) in de Vlaamse Ultratop 50 | Datum van verschijnen | Datum van binnenkomst | Hoogste positie | Aantal weken | Opmerkingen                                 |
| ---------------------------------------------------- | --------------------- | --------------------- | --------------- | ------------ | ------------------------------------------- |
| Hard on Yourself                                     | 2008                  | 06-09-2008            | tip23           | -            |                                             |
| Take It Back                                         | 2009                  | 15-08-2009            | tip22           | -            |                                             |
| 100.000 vragen                                       | 2016                  | 26-11-2016            | tip7            | -            | met Laura Lynn / Nr. 9 in de Vlaamse Top 50 |
| Achterna                                             | 2019                  | 27-07-2019            | tip11           | -            | Nr. 9 in de Vlaamse Top 50                  |
| Allemaal goed                                        | 2020                  | 28-03-2020            | tip             | -            | Nr. 34 in de Vlaamse Top 50                 |

## Trivia
- Op zaterdag 30 december 2006 werd een speciale aflevering van Het Verstand van Vlaanderen uitgezonden. Ter gelegenheid van het 15-jarig bestaan van Familie waren de kandidaten dit keer allemaal acteurs uit de VTM-soap. Devos nam deel met als specialiteit Disney-films. Hij eindigde als derde van de 24 acteurs.
- In de seizoensfinale van Familie in 2006 had hij een figurantenrol als journalist. Wanneer Tanja Dexters bevalt, stelt hij Jan de vraag of hij de vader van het kind is.
- Op 11 oktober 2011 werd bekend dat Devos na vijf jaar uit Familie zou verdwijnen. Devos bleef tot april 2012 op het scherm, waarna hij in maart 2014 voor enkele weken terugkeerde.